# Arno Schirokauer
Arnold „Arno“ Fritz Kurt Schirokauer (* 20. Juli 1899 in Cottbus; † 24. Mai 1954 in Baltimore, Maryland, USA) war ein deutscher Schriftsteller und Germanist.

## Leben
Arno Schirokauer wuchs als Sohn des jüdischen Landarztes Moritz Schirokauer und der Louise Moser in Cottbus auf. Im Ersten Weltkrieg diente er in den Luftstreitkräften und wurde 1918 schwer verwundet. Er studierte nach dem Krieg deutsche Philologie in Berlin und Halle und promovierte 1921 in München zu einem mediävistischen Thema. Da ein Habilitationsstipendium durch die Inflation entwertet wurde, arbeitete Schirokauer als wissenschaftlicher Assistent bei der Wörterbuchkommission der Bayerischen Akademie der Wissenschaften, bei der Deutschen Bücherei in Leipzig und als Hauslehrer. 1926 heiratete er die Publizistin Erna Selo-Moser und wurde freier Autor und Dozent der Leipziger Volksakademie. Von 1929 bis zur Machtübernahme der Nationalsozialisten 1933 leitete er beim Mitteldeutschen Rundfunk das Referat Buchbesprechungen und war Mitarbeiter der literarischen Abteilung.
1933 wurde Schirokauer entlassen und arbeitete bis 1937 zeitweise bei Radio Bern in der Schweiz als Dramaturg und Leiter von Regiekursen. Ab 1935 nahm er seinen ständigen Wohnsitz in Florenz (Italien), kehrte aber 1937 zurück, um seinen Pass erneuern zu lassen. Während dieses Deutschlandaufenthalts wurde er verhaftet und 13 Monate in den Konzentrationslagern Dachau und Buchenwald interniert. Durch Bestechung erreichte er seine Entlassung. Schließlich emigrierte er 1939 über Kuba in die USA. Er wurde 1939 ausgebürgert und 1940 wurde ihm von der Münchener Universität der Doktorgrad aberkannt.
Schirokauer habilitierte sich in den USA und wurde Germanist mit dem Schwerpunkt Mediävistik an amerikanischen Universitäten, seit 1946 an der Johns Hopkins University in Baltimore.
1954 starb Schirokauer – ein Jahr zuvor hatte er einen Ruf nach Frankfurt abgelehnt. Arno Schirokauer gilt, neben seinem Ansehen als Mediävist, als bedeutender Hörspielautor und -theoretiker. Weitgehend vergessen sind dagegen seine biographischen und faktographischen Arbeiten. Seine Biographie Lassalle. Die Macht der Illusion. Die Illusion der Macht (1928) war seinerzeit ein Erfolg und wurde noch vor 1933 in Übersetzung in England und den USA verlegt.
Am 19. Juli 2008 wurde an seinem Cottbuser Geburtshaus am Brandenburger Platz 6 eine Erinnerungstafel angebracht.
Sein Sohn Conrad Schirokauer (1929–2018) wurde ein US-amerikanischer Historiker und Sinologe.

## Schriften (Auswahl)
- Lassalle. Die Macht der Illusion, die Illusion der Macht. Paul List Verlag, Leipzig 1928.
- Frühe Hörspiele. Hrsg. von Wolfgang Paulsen. Scriptor-Verlag, Kronberg/Ts. 1976, ISBN 3-589-20523-7.
- Germanistische Studien. Ausgewählt u. eingeleitet von Fritz Strich. Dr. Ernst Hauswedell, Hamburg 1957.
- Dasypodius-Studien. In: Studien zur frühneuhochdeutschen Lexikologie und zur Lexikographie des 16. Jahrhunderts, zum Teil aus dem Nachlaß hrsg. von Klaus-Peter Wegera. Heidelberg 1987 (= Studien zum Frühneuhochdeutschen, 8), S. 38–121.